# Crataegus turnerorum
Crataegus turnerorum är en rosväxtart som beskrevs av Enquist. Crataegus turnerorum ingår i Hagtornssläktet som ingår i familjen rosväxter. Inga underarter finns listade i Catalogue of Life.